# Calvin (Dakota del Norte)
Calvin es una ciudad ubicada en el condado de Cavalier en el estado estadounidense de Dakota del Norte. En el censo de 2010 tenía una población de 20 habitantes y una densidad poblacional de 35,59 personas por km².

## Geografía
Calvin se encuentra ubicada en las coordenadas 48°51′7″N 98°56′17″O / 48.85194, -98.93806. Según la Oficina del Censo de los Estados Unidos, Calvin tiene una superficie total de 0.56 km², de la cual 0.56 km² corresponden a tierra firme y (0%) 0 km² es agua.

## Demografía
Según el censo de 2010, había 20 personas residiendo en Calvin. La densidad de población era de 35,59 hab./km². De los 20 habitantes, Calvin estaba compuesto por el 100% blancos, el 0% eran afroamericanos, el 0% eran amerindios, el 0% eran asiáticos, el 0% eran isleños del Pacífico, el 0% eran de otras razas y el 0% pertenecían a dos o más razas. Del total de la población el 0% eran hispanos o latinos de cualquier raza.